# Свиташев, Константин Константинович
Константин Константинович Свиташев (3 августа 1936 года, Ленинград — 11 февраля 1999 года, Новосибирск) — советский учёный-физик, член-корреспондент АН СССР (1987)

## Биография

Мемориальная доска в Новосибирске

Во время Великой Отечественной войны семилетним ребёнком был эвакуирован из блокадного Ленинграда в Новосибирск, где пошёл в школу, а затем жил и учился до окончания школы-десятилетки.
Окончил физический факультет Ленинградского университета (1959), три года работал в Государственном оптическом институте им. С. И. Вавилова, а затем вернулся в Новосибирск (1962).
С 1962 года работал в Институте физики полупроводников СО АН СССР, аспирант, младший научный сотрудник, кандидат физико-математических наук (1966), старший научный сотрудник, заведующий лабораторией, с 1976 года — заместитель директора. Доктор физико-математических наук (1977).
С 1980 года — в Специальном конструкторско-технологическом бюро специальной электроники и аналитического приборостроения СО АН СССР, руководитель организации.
В 1990 году возглавил Институт физики полупроводников и руководил им по 1998 год.
С 1991 года заместитель председателя Сибирского отделения Российской Академии наук.
Скончался после продолжительной тяжёлой болезни.

## Научные интересы
Фундаментальные результаты в области микрофотоэлектроники, электронных и физико-химических процессов на поверхности и границах раздела полупроводниковых структур, в теории и практики исследования свойств поверхности твёрдых тел и контроля технологических процессов в производстве полупроводниковых приборов.
Руководил разработкой ряда приборов — эллипсометров для контроля и измерения оптических свойств тонких плёнок с точностью до одного монослоя, значительно развил теорию эллипсометрии.

## Память

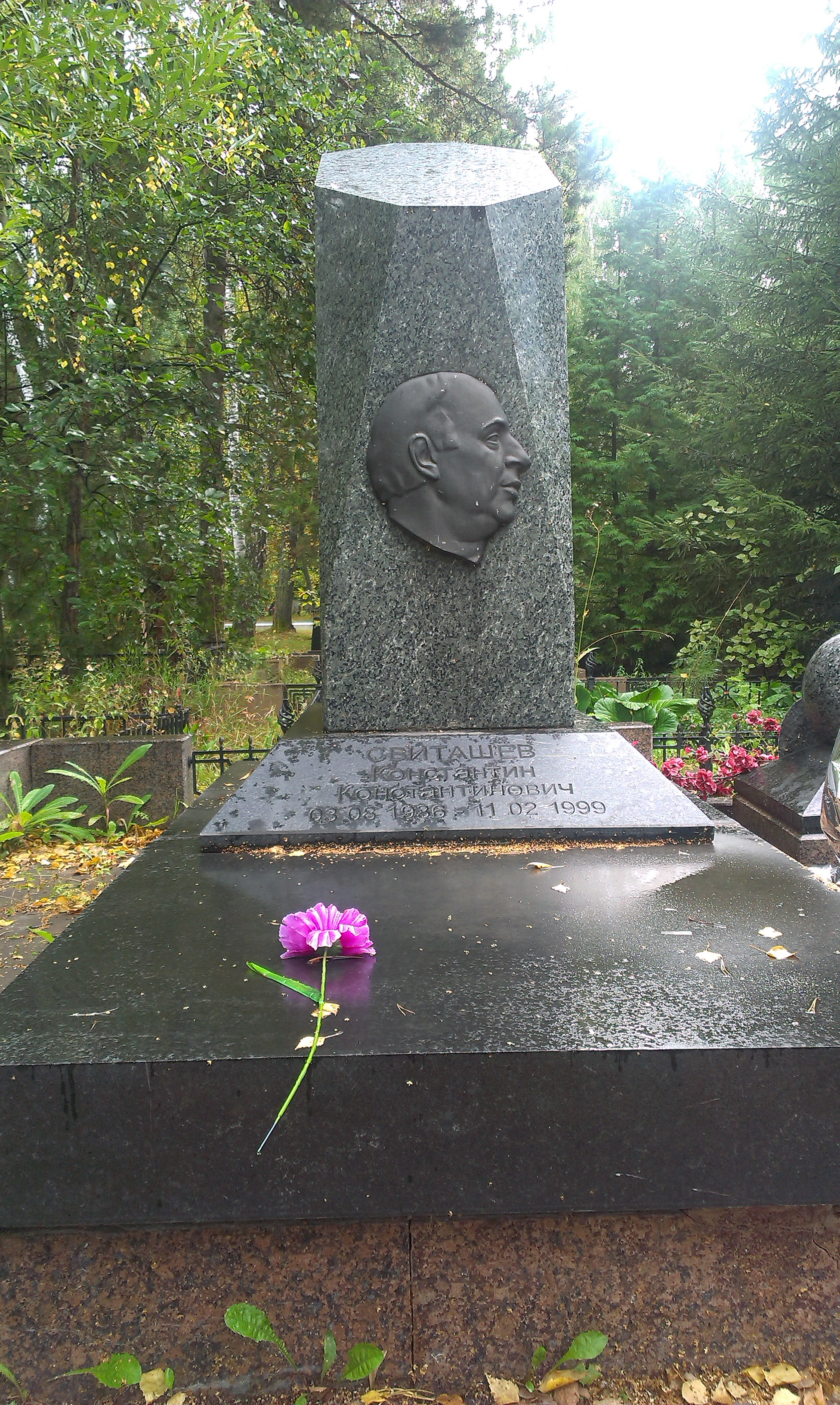
Могила на Южном кладбище

Похоронен на Южном кладбище в Новосибирске, памятник на могиле выполнен архитектором А. Кондратьевым в творческом содружестве с вдовой К. Свиташева — С. Свиташевой. Верхний срез массивной стелы из хибинита — стилизованный эллипс — символизирует главную идею научного творчества К. Свиташева — развитие науки об эллиптически поляризованном свете и применение явления эллиптической поляризации света при отражении для диагностики ультратонких покрытий на поверхности полупроводников.
Мемориальная доска Свиташеву установлена на здании Института физики полупроводников им. А. В. Ржанова СО РАН
Учреждены стипендии имени К. Свиташева, ежегодно присуждаемые Учёным советом лучшим молодым сотрудникам Института  физики полупроводников им. А. В. Ржанова СО РАН.